# Jaap Davids
Jaap Davids (Bergharen, 1 december 1984) is een Nederlands voetballer die een aantal jaren onder contract stond bij Vitesse.
Nadat hij de jeugd van Vitesse had doorlopen kwam hij in het eerste elftal, maar daar speelde hij nooit. Hij werd in 2005 verhuurd aan FC Den Bosch, waar hij in 34 wedstrijden 5 keer tot scoren kwam. In 2006 werd hij door Vitesse verhuurd aan AGOVV Apeldoorn, waar hij door blessures maar tot 3 wedstrijden kwam. Een seizoen later besloot hij terug te keren naar Vitesse, waar hij nu in het beloftenelftal speelt. In het seizoen 2008/09 stapte hij over naar de amateurs van De Treffers uit Groesbeek, om daar vervolgens na 1 jaar alweer af te zwaaien. Het ambitieuze FC Lienden wist hem over te halen voor de blauw-witten te komen spelen. Van 2011 tot 2014 speelde Davids een stapje lager, in de zondaghoofdklasse voor RKHVV uit Huissen. In 2014 ging hij weer bij AGOVV spelen.
| seizoen | club            | land      | competitie                | wed. | goals |
| ------- | --------------- | --------- | ------------------------- | ---- | ----- |
| 2003/04 | Vitesse         | Nederland | Eredivisie                | 0    | 0     |
| 2004/05 | Vitesse         | Nederland | Eredivisie                | 0    | 0     |
| 2005/06 | FC Den Bosch    | Nederland | Eerste divisie            | 34   | 5     |
| 2006/07 | AGOVV Apeldoorn | Nederland | Eerste divisie            | 3    | 0     |
| 2007/08 | Vitesse         | Nederland | Eredivisie                | 0    | 0     |
| 2008/09 | De Treffers     | Nederland | Zondagamateurs            | 15   | 2     |
| 2009/10 | FC Lienden      | Nederland | Zondagamateurs            | 10   | 0     |
| 2010/11 | FC Lienden      | Nederland | Topklasse voetbal 2010/11 | 7    | 0     |
| 2011/12 | RKHVV           | Nederland | Zondagamateurs            | 0    | 0     |